# Mekar Mulya (Panyileukan)
Mekar Mulya is een bestuurslaag in het regentschap Kota Bandung van de provincie West-Java, Indonesië. Mekar Mulya telt 7041 inwoners (volkstelling 2010).